# Pateobatis
Pateobatis – rodzaj ryb chrzęstnoszkieletowych z podrodziny Urogymninae w obrębie rodziny ogończowatych (Dasyatidae).

## Rozmieszczenie geograficzne
Do rodzaju należą gatunki występujące w wodach północnego i wschodniego Oceanu Indyjskiego oraz zachodniego Oceanu Spokojnego.

## Morfologia
Długość ciała do 183 cm; masa ciała (największa opublikowana) 18,5 kg.

## Systematyka
Rodzaj zdefiniował w 2016 roku międzynarodowy zespół ichtiologów (Australijczyk Peter Last, Brytyjczyk Gavin J.P. Naylor i Filipinka Bernadette Mabel Manjaji-Matsumoto) w artykule poświęconym rewizji taksonomicznej rodziny ogończowatych w oparciu o dane morfologiczne i molekularne opublikowanym w czasopiśmie Zootaxa. Gatunkiem typowym jest (oryginalne oznaczenie) P. uarnacoides.

### Etymologia
Pateobatis: łac. pateo ‘stać otworem, być widocznym’; gr. βατoς batos lub βατις batis ‘płaska ryba, zwykle stosowana w odniesieniu do płaszczki lub rai’.

### Podział systematyczny
Do rodzaju należą następujące gatunki:
- Pateobatis bleekeri (Blyth, 1860)
- Pateobatis fai (Jordan & Seale, 1906)
- Pateobatis hortlei (Last, Manjaji-Matsumoto & Kailola, 2006)
- Pateobatis jenkinsii (Annandale, 1909)
- Pateobatis uarnacoides (Bleeker, 1852)